# Efrata (Person)
Efrata  (Hebräisch: אפרת) hießen zwei Frauen, die das 1. Buch der Chronik in 2,19.24.50  und 4,4  erwähnt.

## Efrata (Frau des Hezron)
Efrata war die Frau von Hezron. Nach dem Tod Hezrons hatte sie Geschlechtsverkehr mit Kaleb, einem Sohn ihres Mannes mit einer anderen Frau. Sie gebar aus dieser Beziehung Aschhur.

## Efrata (Frau des Kaleb)
Efrata war die Frau von Kaleb. Ihr gemeinsamer Sohn war Hur.